# Castelletto sopra Ticino
Castelletto sopra Ticino – miejscowość i gmina we Włoszech, w regionie Piemont, w prowincji Novara.
Według danych na rok 2004 gminę zamieszkiwało 8756 osób, 625,4 os./km².